# Esther Imbert
Pour les personnes ayant le même patronyme, voir Imbert.
Esther Imbert (ou Ysambert), (11 décembre 1570 à Fontenay-le-Comte - vers 1593), dite la « belle rochelaise » fut une maîtresse du roi de France Henri IV de 1586 à 1588.

## Biographie
Cette jeune rochelaise, fille de Jacques Imbert de Boisambert et de Catherine Rousseau, commence sa relation amoureuse avec Henri en 1587. Elle prendra fin l'année suivante. Elle lui donne un fils :
- Gédéon né le 7 août 1587[2], mort en novembre 1588.

D'après Agrippa d'Aubigné, dans son pamphlet Confessions catholiques du sieur de Sancy, Esther Imbert vécut après cette aventure dans la misère. En 1592, elle entre à Saint-Denis, pensant pouvoir retrouver l'amour du roi, mais Henri la néglige et refuse toute reprise de contact, ayant jeté son dévolu sur la belle Gabrielle d'Estrées.
Elle meurt dans la misère et est jetée dans une fosse commune.
On fit alors cette épitaphe :
Ci-gît une Esther qui fut de La Rochelle

Qui voulut hasarder sa réputation

Pour plaire à un grand roi de notre nation

En laissant jouir de sa beauté charnelle

Elle lui demeura concubine fidèle
On sait aujourd'hui, grâce aux documents de la chambre du roi, qu'Esther Imbert se faisait verser annuellement une pension de 600 écus, auxquels viennent s'ajouter des versements plus irréguliers.
En 2021, l'écrivain Jean Sévillia note : « La triste fin d'Esther Imbert de Boislambert, dite la « Belle Rochelaise », venant à Saint-Denis quémander des secours à son ancien amant et mourant de misère devant sa porte close, paraît avoir été inventée par Agrippa d'Aubigné ».